# Elías Molina-Prados
Elías Molina-Prados, conocido futbolísticamente como Elías (Herencia, 16 de febrero de 1982) es un futbolista español. Jugaba como mediocentro en el Club Polideportivo Cacereño de la Tercera División hasta retirarse al final de la temporada 2018/19 para pasar a formar parte del cuerpo técnico del club.

## Trayectoria deportiva
Internacional con la selección española sub-15, sub-16 (campeón de Europa), sub-17 (disputó el Mundial en Nueva Zelanda) y sub-18 (bronce). Campeón de España con la selección territorial madrileña sub-17.
Salió de la cantera del Atlético de Madrid directamente al CD Numancia donde jugó durante 2 temporadas en la Segunda División A. Después de no tener mucha suerte en Soria, estuvo media temporada en el CD Logroñés. Luego estuvo en filiales como el Albacete Balompié B o Mallorca B. Con los manchegos formó parte del primer equipo mediada la temporada donde consiguió debutar con el primer equipo en la Primera División.
Después se convirtió en uno de los jugadores más importantes en el F.C. Cartagena (2 temporadas) disputando los playoffs  de ascenso a la Segunda División.
A la siguiente temporada volvería a probar suerte disputando también los playoffs con la SD Ponferradina, pero los bercianos tampoco fueron capaces de conseguir el tan ansiado ascenso.
Después formó parte del Lorca Deportiva CF donde también consiguió disputar la fase de ascenso a la división de plata. 
Sus 2 temporadas siguientes trascurrieron en la UB Conquense donde completó dos buenas temporadas siendo incluso uno de los capitanes del equipo.
El centrocampista sufrió una grave lesión en la parte final de la temporada 2011/12 cuando defendía la camiseta del Burgos CF (fractura del peroné de la pierna derecha).
En enero de 2013 el jugador se compromete con el Manzanares Club de Fútbol (Tercera, Grupo 18), equipo con el que venía entrenando desde tiempo atrás. Tras terminar su cuarta temporada en el Club Polideportivo Cacereño (Tercera, grupo 14), siendo el capitán del equipo y habiendo alcanzado los 100 partidos con el mismo club, se retiró para pasar a formar parte del cuerpo técnico.

## Clubes
| Club                        | País   | Año       |
| --------------------------- | ------ | --------- |
| Atlético de Madrid B        | España | 2000-2001 |
| CD Numancia                 | España | 2001-2003 |
| CD Logroñés                 | España | 2003-2004 |
| RCD Mallorca B              | España | 2003-2004 |
| Atlético Albacete           | España | 2004-2005 |
| FC Cartagena                | España | 2005-2007 |
| SD Ponferradina             | España | 2007-2008 |
| Lorca Deportiva CF          | España | 2008-2009 |
| UB Conquense                | España | 2009-2011 |
| Burgos Club de Fútbol       | España | 2011-2012 |
| Manzanares Club de Fútbol   | España | 2013-2014 |
| Club Polideportivo Cacereño | España | 2014      |

- Datos: Q11681433

1. ↑  «Elías, Elías Molina-Prados García-Navas - Futbolista | BDFutbol». www.bdfutbol.com. Consultado el 20 de enero de 2025.
2. ↑  «Bot Verification». cpcacereno.com. Consultado el 20 de enero de 2025.
3. ↑  «España - Elías Molina - Perfil con noticias, estadísticas de carrera e historia - Soccerway». el.soccerway.com. Archivado desde el original el 26 de julio de 2020. Consultado el 20 de enero de 2025.